# باتیرشا-کوبوو
باتیرشا-کوبوو (انگلیسی: Batyrsha-Kubovo) یک شهرک در شهرستان بوزدیاکسکی باشقیرستان کشور روسیه است.